# Central Airport
Central Airport is een Amerikaanse dramafilm uit 1933 onder regie van William A. Wellman. Destijds werd de film in Nederland uitgebracht onder de titel De vliegenier des doods.

## Verhaal
De broers Jim en Neil Blaine zijn rivaliserende piloten. Ze concurreren niet alleen als stuntvliegers, maar ze strijden ook allebei om de hand van de beeldschone parachutiste Jill Collins.

## Rolverdeling
| Acteur              | Personage                       |
| ------------------- | ------------------------------- |
| Richard Barthelmess | Jim Blaine                      |
| Sally Eilers        | Jill Collins                    |
| Tom Brown           | Bud Blaine                      |
| Grant Mitchell      | Mijnheer Blaine                 |
| James Murray        | Eddie Hughes                    |
| Claire McDowell     | Mevrouw Blaine                  |
| Willard Robertson   | Luchthavendirecteur in Havana   |
| Arthur Vinton       | Luchthavendirecteur in Amarillo |